# Чавинда
Чавинда (исп. Chavinda) — посёлок в Мексике, штат Мичоакан, административный центр одноимённого муниципалитета. Численность населения, по данным переписи 2010 года, составила 6246 человек.

## Общие сведения
Название Чавинда произошло из языка тараско, и означает: место ветров и вихрей.
Первое упоминание о поселении относится к 1334 году, когда в этих местах обосновались тараски.
Первые же испанские колонисты, появились здесь в 1559 году.